# Petit per a l'edat gestacional
Els nadons petits per a l'edat gestacional (PEG) són aquells que tenen una mida més petita del normal per a l'edat gestacional. PEG es defineix amb més freqüència com un pes per sota del percentil 10 per a l'edat gestacional. PEG prediu la susceptibilitat a hipoglucèmia, hipotèrmia i policitèmia. Per definició, almenys el 10% de tots els nounats rebran l'etiqueta PEG. Tots els nadons PEG s'han de vigilar per detectar signes de fracàs de creixement, hipoglucèmia i altres afeccions de salut.

## Causes
Ser petit per a l'edat gestacional és a grans trets:
- Ser constitucionalment petit o causat per un tret genètic del nadó
- Restricció del creixement intrauterí, també anomenada PEG patològic